# Blue Island
Blue Island – miasto w Stanach Zjednoczonych, w stanie Illinois, w hrabstwie Cook.